# Feodor Chaliapin
Feodor Ivanovich Chaliapin Fyodor Ivanovich Shalyapin; (Cazã, Império Russo, 1 de fevereiro jul./ 13 de fevereiro de 1873 greg. — Paris, 12 de abril de 1938) foi um cantor de ópera russo. Possuidor de uma voz grave, gozou de uma carreira internacional. Durante a primeira fase de sua carreira, Chaliapin suportou a concorrência direta de outros três grandes baixos: o poderoso Lev Sibiriakov (1869-1942), o mais lírico Vladimir Kastorsky (1871-1948) e Dmitri Buchtoyarov (1866-1918), sendo Chaliapin o mais lembrado deste magnífico quarteto, comprovado pela força magnética de sua personalidade, a agudeza de suas interpretações musicais e a vivacidade de suas performances.

## Biografia
Nascido em uma família modesta, ambos camponeses, filho de Ivan Yakovlevich Chaliapin (1838-1901) e Evdokia Mikhailovna Prozorova (1845-1891), Shaljapin foi autodidata. Ele fez sua estreia como cantor de ópera em Tbilisi em 1893, mas no final da temporada mudou-se para a Ópera Imperial de São Petersburgo. Ele foi então chamado para cantar no Teatro Bolshoi em Moscou, onde se apresentou regularmente de 1899 a 1914. Sua primeira aparição fora da Rússia aconteceu em 1901 no Teatro alla Scala de Milão, em uma encenação memorável de Mefistofele de Arrigo Boito: Šaljapin no papel de Mefistófelese Enrico Caruso como Doutor Fausto dirigido pela batuta de Arturo Toscanini.
Em novembro de 1907 a cantora se apresentou pela primeira vez no Metropolitan de Nova York como Mefistófeles, em dezembro como Don Basilio em O Barbeiro de Sevilha e em 1908 Fausto com Caruso e Leporello em Don Giovanni regido por Gustav Mahler, mas as críticas não foram excitantes. Ele voltou a essa fase em dezembro de 1921 em Boris Godunov e, nessa ocasião, teve enorme sucesso, que se repetiu por oito temporadas. Em 1922 ele foi Filipe II em Don Carlo com Giovanni Martinelli e Giuseppe De Luca e em 1926 Don Quichotte de Massenet. Até março de 1929, ele assistiu a 109 apresentações do Met. Em 1913, graças aos contatos do empresário Sergej Diaghilev, Shalyapin também passou a frequentar Londres e Paris. A essa altura, ele era conhecido mundialmente e seus shows solo, nos quais também cantava canções folclóricas tradicionais russas, eram muito apreciados pelo público.
Em 1917, estourou a Revolução Russa. Šaljapin foi inicialmente tratado como um artista de prestígio da União Soviética, mas devido a desentendimentos com o governo soviético, ele nunca mais voltou para sua terra natal depois de 1922, embora sustentasse que não era anti-soviético. Ele se mudou primeiro para a Finlândia e depois se estabeleceu na França. Seu papel mais famoso foi Boris Godunov na ópera de mesmo nome de Modest Petrovič Musorgsky, da qual gravou algumas peças de 1929 a 1931. Suas interpretações mais famosas também incluem Filippo II em Don Carlo de Giuseppe Verdi,Ivan, o Terrível, em A Donzela de Pskov, de Nikolai Andreevich Rimsky-Korsakov, Mefistófeles em Fausto, de Charles Gounod. As interpretações de Šaljapin ajudaram a tornar as obras de compositores russos famosas no Ocidente, como Boris Godunov de Musorgsky, Príncipe Igor de Aleksandr Porfir'evič Borodin.
Em 1932 ele publicou uma autobiografia intitulada Man and Mask: Forty Years in the Life of a Singer. Na Itália foi publicado sob o título Pei paths of life (Fratelli Treves, 1932). Ele se aposentou dos palcos em 1937 e morreu em Paris no ano seguinte aos 65 anos; Sergej Rachmaninov, que era seu grande amigo, ao saber que Šaljapin estava gravemente doente, correu para Paris e ficou perto dele até o fim. Ele foi enterrado no cemitério de Batignolles, então em 1984 seus restos mortais foram transferidos de Paris para Moscou, para serem enterrados no cemitério do Convento Novodevichy.

## Repertório operístico
- Wolfgang Amadeus Mozart: Don Giovanni (Leporello)
- Giuseppe Verdi: Nabucco (Zaccaria), Attila (Attila), Macbeth (Banco), Il trovatore (Ferrando), Rigoletto (Sparafucile), La forza del destino (Padre Guardiano)
- Arrigo Boito: Mefistofele (Mefistofele)

## Discografia parcial
- Chaliapin, A Vocal Portrait - Feodor Chaliapin, Naxos
- Chaliapin Lebendige Vergangenheit - Symphony Orchestra of Berlin/Wolfgang Sawallisch/Feodor Chaliapin, Mastercorp
- Chaliapin, Bass Arias & Songs/Recordings 1910 - 1928 - Feodor Chaliapin, Classical Moments Great Opera Singers
- Chaliapin, Prima Voce - Feodor Chaliapin/London Symphony Orchestra/Max Steimann, Nimbus